# Theodor Schott (Mediziner)
Theodor Schott  (* 28. März 1852 in Burg-Gräfenrode; † 1921 in Frankfurt am Main) war ein deutscher Mediziner (Balneologie, Kardiologie).
Schott studierte in Gießen, Straßburg und Berlin. Nach der Approbation 1877 war er niedergelassener Arzt in Bad Nauheim. Er war sehr erfolgreich und zählte unter anderem Elisabeth von Österreich-Ungarn zu seinen Patienten. Für deren Behandlung erhielt er den Orden der eisernen Krone. Ein weiterer Patient in Bad Nauheim war August Bebel.
Er war leitender Arzt an der Kinderheilstätte in Bad Nauheim.
Schott war Autor in der Real-Encyclopädie der gesammten Heilkunde (2. Auflage).

## Schriften
- Physikalische Behandlung der chronischen Herzkrankheiten, Springer, 1916